# Llista de monuments de Bigues i Riells del Fai
Llista de monuments de Bigues i Riells del Fai inclosos en l'Inventari del Patrimoni Arquitectònic Català per al municipi de Bigues i Riells del Fai (Vallès Oriental). Inclou els inscrits en el Registre de Béns Culturals d'Interès Nacional (BCIN) amb la classificació de monuments històrics i els béns culturals d'interès local (BCIL) de caràcter arquitectònic.
| Monument                                                      | Protecció   | Estil/època                                 | Localització                                                                                                 | Coordenades                                          | Codi?         | Imatge |
| ------------------------------------------------------------- | ----------- | ------------------------------------------- | --- | ---------------------------------------------------- | ------------- | --- |
| Castell de Montbui                                            | BCIN 545-MH | Romànic Medieval                            | Bigues i Riells del Fai Turó al capdamunt de la Urbanització del Castell de Montbui                          | 41° 39′ 51″ N, 2° 10′ 37″ E / 41.664091°N,2.176986°E | RI-51-0005207 | Castell de Montbui (Bigues i Riells del Fai) · Vegeu més fotos d'aquest monument · Carregueu una nova foto d'aquest monument                                   |
| La Torre                                                      | BCIN 794-MH | Gòtic XVI                                   | Bigues i Riells del Fai Camí de la Torre, passat el riu Tenes cap a la urbanització els Manantials           | 41° 40′ 31″ N, 2° 12′ 16″ E / 41.675282°N,2.204560°E | RI-51-0005208 | La Torra (Bigues i Riells del Fai) · Vegeu més fotos d'aquest monument · Carregueu una nova foto d'aquest monument                                             |
| Sant Miquel del Fai                                           | BCIN 795-MH | Romànic, gòtic XVI                          | Bigues i Riells del Fai Riells. Sota els cingles del Bertí, a la capçalera de la Vall del Tenes              | 41° 42′ 58″ N, 2° 11′ 26″ E / 41.716090°N,2.190473°E | RI-51-0005209 | Sant Miquel del Fai (Bigues i Riells del Fai) · Vegeu més fotos d'aquest monument · Carregueu una nova foto d'aquest monument                                  |
| Antic Ajuntament de Bigues                                    |             | Eclecticisme XX Inici                       | Bigues i Riells del Fai Av. Prat de la Riba, Bigues                                                          | 41° 40′ 44″ N, 2° 12′ 31″ E / 41.678878°N,2.208598°E | IPA-28376     | Antic Ajuntament de Bigues (Bigues i Riells del Fai) · Vegeu més fotos d'aquest monument · Carregueu una nova foto d'aquest monument                           |
| Capella de Santa Maria del Villar                             |             | Romànic, neoclassicisme XII-XVII            | Bigues i Riells del Fai Al costat dret de la ctra. de Bigues a Sant Feliu de Codines                         | 41° 40′ 54″ N, 2° 10′ 17″ E / 41.681651°N,2.171463°E | IPA-28377     | Capella de Santa Maria del Villar (Bigues i Riells del Fai) · Vegeu més fotos d'aquest monument · Carregueu una nova foto d'aquest monument                    |
| Capella de Can Carreres, ermita nova de Sant Mateu de Montbui |             | Obra popular XVI, XIX Inici                 | Bigues i Riells del Fai Urbanització Can Carreres                                                            | 41° 40′ 06″ N, 2° 11′ 33″ E / 41.668251°N,2.192577°E | IPA-28379     | Carregueu una nova foto d'aquest monument |
| Can Traver                                                    |             | Obra popular XVIII-XX                       | Bigues i Riells del Fai Camí de Can Ribes, urbanització Can Traver                                           | 41° 40′ 20″ N, 2° 12′ 18″ E / 41.672107°N,2.205113°E | IPA-28380     | Carregueu una nova foto d'aquest monument |
| Església de Sant Bartomeu de Mont-ras                         | BCIL 2006   | Romànic XIX Inici                           | Bigues i Riells del Fai Part alta de la Vall Roja, accés des de la Urb. Serrat de l'Ametlla del Vallès       | 41° 41′ 43″ N, 2° 14′ 05″ E / 41.695294°N,2.234775°E | IPA-28381     | Església de Sant Bartomeu de Mont-ras (Bigues i Riells del Fai) · Vegeu més fotos d'aquest monument · Carregueu una nova foto d'aquest monument                |
| Can Granada                                                   | BCIL 2006   | Obra popular XVII                           | Bigues i Riells del Fai C. Can Ribas, Urbanització la Granada                                                | 41° 40′ 08″ N, 2° 12′ 28″ E / 41.669009°N,2.207794°E | IPA-28382     | Can Granada (Bigues i Riells del Fai) · Vegeu més fotos d'aquest monument · Carregueu una nova foto d'aquest monument                                          |
| Can Canals                                                    | BCIL 2006   | Barroc XVII                                 | Bigues i Riells del Fai Bigues, Vall Roja, al costat del torrent de Can Canals                               | 41° 41′ 45″ N, 2° 13′ 20″ E / 41.695786°N,2.222163°E | IPA-28383     | Can Canals (Bigues i Riells del Fai) · Vegeu més fotos d'aquest monument · Carregueu una nova foto d'aquest monument                                           |
| Can Carreres                                                  | BCIL 2006   | Barroc XVI-XVII                             | Bigues i Riells del Fai Urbanització Can Carreres                                                            | 41° 40′ 06″ N, 2° 11′ 37″ E / 41.668397°N,2.193495°E | IPA-28384     | Can Carreres (Bigues i Riells del Fai) · Vegeu més fotos d'aquest monument · Carregueu una nova foto d'aquest monument                                         |
| Antiga Peixateria                                             |             | Noucentisme XX Inici                        | Bigues i Riells del Fai Ctra. de la Garriga a Sant Feliu, km 24                                              | 41° 40′ 32″ N, 2° 12′ 38″ E / 41.675648°N,2.210524°E | IPA-28386     | Carregueu una nova foto d'aquest monument |
| Can Roca                                                      | BCIL 2006   | Obra popular XVII                           | Bigues i Riells del Fai Vall Roja, en el camí de Can Roca, sobre Can Tàpies.                                 | 41° 41′ 19″ N, 2° 13′ 27″ E / 41.688521°N,2.224041°E | IPA-28387     | Can Roca (Bigues i Riells del Fai) · Vegeu més fotos d'aquest monument · Carregueu una nova foto d'aquest monument                                             |
| Can Ribes                                                     | BCIL 2006   | Obra popular XVIII                          | Bigues i Riells del Fai Sobre la urbanització de la Font Granada, al marge esquerre del torrent de Can Ribes | 41° 39′ 52″ N, 2° 11′ 50″ E / 41.664369°N,2.197161°E | IPA-28388     | Can Ribes (Bigues i Riells del Fai) · Vegeu més fotos d'aquest monument · Carregueu una nova foto d'aquest monument                                            |
| Can Badell, o Can Vedell                                      | BCIL 2006   | Obra popular                                | Bigues i Riells del Fai C. de les Escoles, Bigues                                                            | 41° 40′ 34″ N, 2° 12′ 51″ E / 41.676078°N,2.214147°E | IPA-28389     | Can Badell (Bigues i Riells del Fai) · Vegeu més fotos d'aquest monument · Carregueu una nova foto d'aquest monument                                           |
| Can Barri, Ca l'Antic                                         | BCIL 2006   | Barroc XVII-XVIII                           | Bigues i Riells del Fai Ctra. de Sant Feliu                                                                  | 41° 40′ 09″ N, 2° 13′ 34″ E / 41.669090°N,2.226208°E | IPA-28390     | Can Barri (Bigues i Riells del Fai) · Vegeu més fotos d'aquest monument · Carregueu una nova foto d'aquest monument                                            |
| Can Viver                                                     | BCIL 2006   | Obra popular XVIII                          | Bigues i Riells del Fai Prop urbanització Carreres                                                           | 41° 40′ 02″ N, 2° 11′ 35″ E / 41.667331°N,2.193160°E | IPA-28391     | Can Viver (Bigues i Riells del Fai) · Vegeu més fotos d'aquest monument · Carregueu una nova foto d'aquest monument                                            |
| Can Prat de la Riba                                           |             | Obra popular XVIII Inici                    | Bigues i Riells del Fai Passat el barri del Pla, al costat del camí de Can Mas de Dalt                       | 41° 41′ 20″ N, 2° 12′ 40″ E / 41.688812°N,2.211240°E | IPA-28394     | Can Prat de la Riba (Bigues i Riells del Fai) · Vegeu més fotos d'aquest monument · Carregueu una nova foto d'aquest monument                                  |
| Can Torroella                                                 | BCIL 2006   | Barroc, obra popular XVI                    | Bigues i Riells del Fai Vall Roja, sota Can Canals                                                           | 41° 41′ 31″ N, 2° 13′ 12″ E / 41.691898°N,2.219975°E | IPA-28395     | Can Torroella (Bigues i Riells del Fai) · Vegeu més fotos d'aquest monument · Carregueu una nova foto d'aquest monument                                        |
| Can Garriga del Solei                                         | BCIL 2006   | Gòtic tardà, obra popular XII               | Bigues i Riells del Fai Riells, trencall des de la ctra. de Sant Feliu                                       | 41° 40′ 52″ N, 2° 11′ 18″ E / 41.680997°N,2.188304°E | IPA-28396     | Can Garriga del Solei (Bigues i Riells del Fai) · Vegeu més fotos d'aquest monument · Carregueu una nova foto d'aquest monument                                |
| Can Maspons                                                   | BCIL 2006   | Barroc XVII                                 | Bigues i Riells del Fai El Rieral de Bigues, sota la urb. de Can Maspons, al costat del torrent de Can Ribes | 41° 40′ 11″ N, 2° 12′ 37″ E / 41.669819°N,2.210283°E | IPA-28398     | Can Maspons (Bigues i Riells del Fai) · Vegeu més fotos d'aquest monument · Carregueu una nova foto d'aquest monument                                          |
| Església de Sant Pere i Sant Pau de Bigues                    | BCIL 2006   | Romànic, barroc XII-XVI, XVII-XVIII         | Bigues i Riells del Fai Turó de Bigues                                                                       | 41° 40′ 40″ N, 2° 13′ 18″ E / 41.677697°N,2.221660°E | IPA-28401     | Església de Sant Pere i Sant Pau de Bigues (Bigues i Riells del Fai) · Vegeu més fotos d'aquest monument · Carregueu una nova foto d'aquest monument           |
| Ca l'Atzet                                                    | BCIL 2006   | Obra popular XVII                           | Bigues i Riells del Fai Turó de Bigues, sota l'antic cementiri                                               | 41° 40′ 39″ N, 2° 13′ 19″ E / 41.677411°N,2.222000°E | IPA-28404     | Ca l'Atzet (Bigues i Riells del Fai) · Vegeu més fotos d'aquest monument · Carregueu una nova foto d'aquest monument                                           |
| Església parroquial de Sant Vicenç de Riells del Fai          | BCIL 2006   | Renaixement, neoclassicisme XVI-XVII, XVIII | Bigues i Riells del Fai Pl. de l'Església, Riells del Fai                                                    | 41° 41′ 56″ N, 2° 11′ 54″ E / 41.698892°N,2.198402°E | IPA-28406     | Església parroquial de Sant Vicenç de Riells del Fai (Bigues i Riells del Fai) · Vegeu més fotos d'aquest monument · Carregueu una nova foto d'aquest monument |
| Pas de la Foradada, Sant Miquel del Fai                       |             | Renaixement, neoclassicisme XVI-XVIII       | Bigues i Riells del Fai Passat el pont del riu Rossinyol, en la part superior dels cingles.                  | 41° 42′ 56″ N, 2° 11′ 29″ E / 41.715443°N,2.191308°E | IPA-28409     | Pas de la Foradada (Bigues i Riells del Fai) · Vegeu més fotos d'aquest monument · Carregueu una nova foto d'aquest monument                                   |
| Capella de Sant Martí del Fai                                 |             | Romànic XII                                 | Bigues i Riells del Fai Riells, replà sota la cinglera del Fitos, a 1 km del monestir de Sant Miquel         | 41° 42′ 39″ N, 2° 11′ 12″ E / 41.710879°N,2.186642°E | IPA-28414     | Capella de Sant Martí del Fai (Bigues i Riells del Fai) · Vegeu més fotos d'aquest monument · Carregueu una nova foto d'aquest monument                        |
| La Pineda                                                     | BCIL 2006   | Obra popular XVI-XIX                        | Bigues i Riells del Fai Camí al costat esquerre del riu Tenes, Riells del Fai                                | 41° 42′ 06″ N, 2° 11′ 32″ E / 41.701543°N,2.192336°E | IPA-28415     | La Pineda (Bigues i Riells del Fai) · Vegeu més fotos d'aquest monument · Carregueu una nova foto d'aquest monument                                            |
| Can Viaplana                                                  | BCIL 2006   | Obra popular XVII                           | Bigues i Riells del Fai Marge esquerre de la ctra. BV-1483, Riells del Fai                                   | 41° 41′ 59″ N, 2° 11′ 53″ E / 41.699773°N,2.198139°E | IPA-28416     | Can Viaplana (Bigues i Riells del Fai) · Vegeu més fotos d'aquest monument · Carregueu una nova foto d'aquest monument                                         |
| La Madella                                                    | BCIL 2006   | Neoclassicisme XVIII                        | Bigues i Riells del Fai Al costat esquerre del riu Tenes, Riells del Fai                                     | 41° 42′ 19″ N, 2° 11′ 26″ E / 41.705340°N,2.190545°E | IPA-28417     | La Madella (Bigues i Riells del Fai) · Vegeu més fotos d'aquest monument · Carregueu una nova foto d'aquest monument                                           |
| Can Batlles                                                   | BCIL 2006   | XIX                                         | Bigues i Riells del Fai                                                                                      | 41° 42′ 05″ N, 2° 11′ 56″ E / 41.701499°N,2.198882°E | IPA-34487     | Can Batlles (Bigues i Riells del Fai) · Vegeu més fotos d'aquest monument · Carregueu una nova foto d'aquest monument                                          |
| Can Quintanes                                                 | BCIL 2006   | Obra popular XVIII                          | Bigues i Riells del Fai                                                                                      | 41° 42′ 03″ N, 2° 12′ 56″ E / 41.700858°N,2.215542°E | IPA-34489     | Can Quintanes (Bigues i Riells del Fai) · Vegeu més fotos d'aquest monument · Carregueu una nova foto d'aquest monument                                        |
| Molí de Can Regasol                                           |             | Obra popular XIX                            | Bigues i Riells del Fai                                                                                      | 41° 41′ 34″ N, 2° 11′ 44″ E / 41.69284°N,2.19561°E   | IPA-34490     | Carregueu una nova foto d'aquest monument |
| Can Noguera                                                   | BCIL 2006   | Obra popular XVII, XX                       | Bigues i Riells del Fai                                                                                      | 41° 40′ 54″ N, 2° 12′ 21″ E / 41.681745°N,2.205705°E | IPA-34493     | Can Noguera (Bigues i Riells del Fai) · Vegeu més fotos d'aquest monument · Carregueu una nova foto d'aquest monument                                          |
| Can Prat de Baix                                              | BCIL 2006   |                                             | Bigues i Riells del Fai                                                                                      | 41° 40′ 05″ N, 2° 09′ 52″ E / 41.668176°N,2.164423°E | IPA-34494     | Carregueu una nova foto d'aquest monument |
| Can Mas de Dalt                                               | BCIL 2006   |                                             | Bigues i Riells del Fai                                                                                      | 41° 41′ 25″ N, 2° 12′ 45″ E / 41.690311°N,2.212580°E | IPA-34495     | Can Mas de Dalt (Bigues i Riells del Fai) · Vegeu més fotos d'aquest monument · Carregueu una nova foto d'aquest monument                                      |
| La Central                                                    |             | XIX                                         | Bigues i Riells del Fai                                                                                      | 41° 42′ 41″ N, 2° 11′ 19″ E / 41.7113°N,2.18874°E    | IPA-36445     | La Central (Bigues i Riells del Fai) · Vegeu més fotos d'aquest monument · Carregueu una nova foto d'aquest monument                                           |
| Pont de Can Vedell                                            |             | Obra popular XIX-XX                         | Bigues i Riells del Fai Bigues, just després de Can Vedell, creuant el torrent de Can Vedell                 | 41° 40′ 34″ N, 2° 12′ 53″ E / 41.675992°N,2.214652°E | IPA-37048     | Carregueu una nova foto d'aquest monument |
| Molí de la Pineda                                             |             | Obra popular XIX-XX                         | Bigues i Riells del Fai Al costat del mas de la Pineda                                                       | 41° 41′ 53″ N, 2° 11′ 35″ E / 41.69819°N,2.19306°E   | IPA-41631     | Molí de la Pineda (Bigues i Riells del Fai) · Vegeu més fotos d'aquest monument · Carregueu una nova foto d'aquest monument                                    |
| Can Camp                                                      | BCIL 2006   | Obra popular XVII, XIX                      | Bigues i Riells del Fai                                                                                      | 41° 41′ 24″ N, 2° 11′ 51″ E / 41.6901°N,2.19737°E    | IPA-42632     | Can Camp (Bigues i Riells del Fai) · Vegeu més fotos d'aquest monument · Carregueu una nova foto d'aquest monument                                             |
| Can Margarit                                                  | BCIL 2006   | XVI                                         | Bigues i Riells del Fai                                                                                      | 41° 41′ 18″ N, 2° 12′ 14″ E / 41.688283°N,2.203789°E | IPA-42633     | Can Margarit (Bigues i Riells del Fai) · Vegeu més fotos d'aquest monument · Carregueu una nova foto d'aquest monument                                         |
| Can Vermell                                                   | BCIL 2006   | Obra popular XIX-XX                         | Bigues i Riells del Fai                                                                                      | 41° 40′ 53″ N, 2° 12′ 56″ E / 41.681453°N,2.215611°E | IPA-42634     | Can Vermell (Bigues i Riells del Fai) · Vegeu més fotos d'aquest monument · Carregueu una nova foto d'aquest monument                                          |
| Regasol de Riells                                             | BCIL 2006   | Renaixement                                 | Bigues i Riells del Fai                                                                                      | 41° 41′ 42″ N, 2° 11′ 48″ E / 41.6949°N,2.19666°E    | IPA-42635     | Carregueu una nova foto d'aquest monument |